# Лубенська сільська рада
Лу́бенська сільська́ ра́да — адміністративно-територіальна одиниця та орган місцевого самоврядування в Кам'янському районі Черкаської області. Адміністративний центр — село Лубенці.

## Загальні відомості
- Населення ради: 565 осіб (станом на 2001 рік)

## Історія
Черкаська обласна рада рішенням від 27 листопада 2009 року у Кам'янському районі перейменувала Лубенецьку сільраду на Лубенську.

## Населені пункти
Сільській раді підпорядковані населені пункти:
- с. Лубенці
- с-ще Грекове
- с. Куликівка

## Склад ради
Рада складалася з 12 депутатів та голови.
- Голова ради: Макаренко Надія Іванівна

### Депутати
За результатами місцевих виборів 2010 року депутатами ради стали:

#### За суб'єктами висування
| Суб'єкт висування               | Кількість обраних депутатів | %    |
| ------------------------------- | --------------------------- | ---- |
| Самовисування                   | 8                           | 66,7 |
| Політична партія «Наша Україна» | 2                           | 16,7 |
| Соціалістична партія України    | 2                           | 16,7 |

#### За округами
| № округу                        | Прізвище, ім'я, по батькові    | Дата визнання обраним | Освіта             | Партійна приналежність                 | Відомості про обраного депутата                              |
| ------------------------------- | ------------------------------ | --------------------- | ------------------ | -------------------------------------- | ------------------------------------------------------------ |
| Політична партія «Наша Україна» |                                |                       |                    |                                        |                                                              |
| 7                               | Темченко Сергій Іванович       | 04.11.2010            | середня            | член Політичної партії «Наша Україна»  | АПК"Маїс", механізатор                                       |
| 11                              | Кононенко Світлана Яківна      | 04.11.2010            | середня            | член Політичної партії «Наша Україна»  | Куликівський фельдшерсько-акушерський пункт, молодшаа сестра |
| Соціалістична партія України    |                                |                       |                    |                                        |                                                              |
| 5                               | Даниленко Валентина Іванівна   | 04.11.2010            | середня            | член Соціалістичної партії України     | Лубенська загальноосвітня школа, техпрацівник                |
| 6                               | Плисенко Ігор Володимирович    | 04.11.2010            | середня            | член Соціалістичної партії України     | ТОВ"Колос", комбайнер                                        |
| Самовисування                   |                                |                       |                    |                                        |                                                              |
| 1                               | Середа Ольга Миколаївна        | 04.11.2010            | середня            | позапартійна                           | тимчасово не працює                                          |
| 2                               | Макаренко Микола Костянтинович | 04.11.2010            | середня            | позапартійний                          | Лісництво, тракторист                                        |
| 3                               | Явнюк Валентина Володимирівна  | 04.11.2010            | середня спеціальна | позапартійна                           | Сільська рада, землевпорядник                                |
| 4                               | Семенів Микола Володимирович   | 04.11.2010            | середня спеціальна | позапартійний                          | хлібокомбінат, водій                                         |
| 8                               | Сербін Євгенія Павлівна        | 04.11.2010            | середня            | член Політичної партії «Нова політика» | сільська рада, секретар                                      |
| 9                               | Сербін Петро Семенович         | 04.11.2010            | незакінчена вища   | член Соціалістичної партії України     | тимчасово не працює                                          |
| 10                              | Карась Тетяна Вікторівна       | 04.11.2010            | незакінчена вища   | позапартійна                           | Терцентр, соціальний працівник                               |
| 12                              | Темченко Катерина Василівна    | 04.11.2010            | незакінчена вища   | позапартійна                           | тимчасово не працює                                          |

## Природно-заповідний фонд
На землях сільської ради розташовано комплексна пам'ятка природи Урочища «Маяк» та «Вороного».